# Hemibidessus celinoides
Hemibidessus celinoides är en skalbaggsart som först beskrevs av Zimmermann 1921.  Hemibidessus celinoides ingår i släktet Hemibidessus och familjen dykare. Inga underarter finns listade i Catalogue of Life.